# Diabolical Pitch
Diabolical Pitch (également connu sous son nom de projet Codename D) est un jeu vidéo de sport et d'action développé par Grasshopper Manufacture et édité par Microsoft Studios, sorti en 2012 sur Xbox Live Arcade (Xbox 360).

## Système de jeu
Le joueur incarne un lanceur d'une équipe de baseball dôté d'un bras bionique et qui fait face à des hordes de monstres. Diabolical Pitch utilise la détection de mouvements de Kinect.

## Accueil
- Gamekult : 6/10[1]
- GamesRadar+ : 2,5/5[2]
- IGN : 5,5/10[3]